# Lucifer (Stuck)

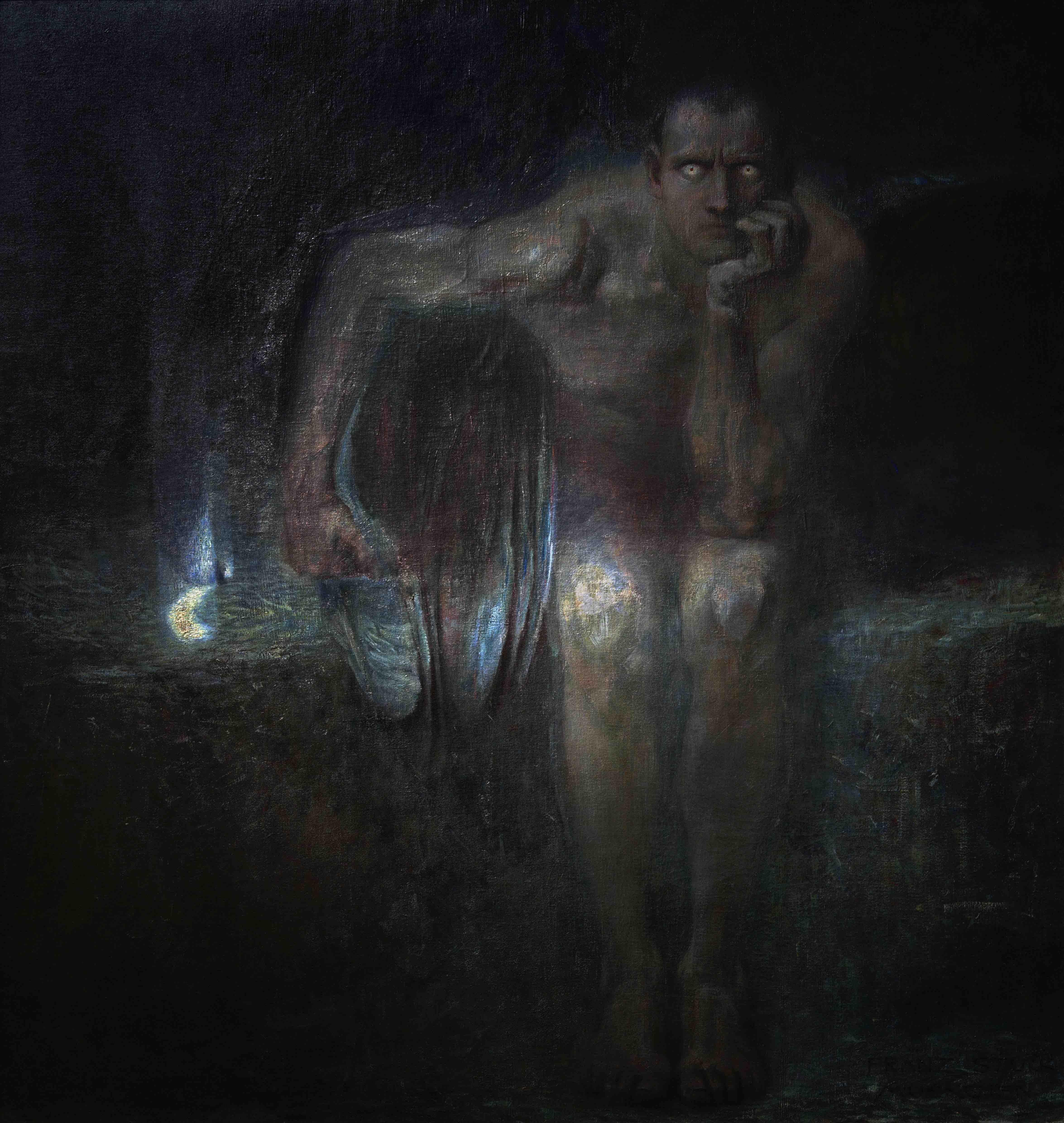
Lucifer, Franz von Stuck; 1890.

Lucifer es una pintura de 1890, realizada por el artista alemán Franz von Stuck, uno de los fundadores de la Secesión de Múnich. La pintura pertenece a la fase "monumental oscura" de Stuck y muestra la imagen de un "demonio masculino". El tamaño del lienzo es 161 cm por 152,5 cm.

## Historia
"Al elegir mi tema, busco representar solo lo puramente humano, lo eternamente válido, como la relación entre el hombre y la mujer" dijo el artista en 1912. "La mayoría de mis pinturas presentan un 'él' y una 'ella'. Me gustaría glorificar la fuerza del hombre y la suave flexibilidad de la mujer. Incluso en mis pinturas religiosas, busco resaltar el aspecto humano, aquello que es universalmente comprensible. En mi mente, un salvaje podría ver que es un hombre noble aquí el que está clavado en la cruz entre dos bárbaros."
Stuck buscaba representar la humanidad y su contradicción entre la razón y el instinto. Su Lucifer sorprende no solo como encarnación del Mal, sino como encarnación humana del Mal. Su primer propietario, el rey Fernando de Bulgaria, le dijo a Stuck que la pintura "aterrorizó" a sus ministros, que hicieron la señal de la cruz al ver al Ángel Caído.
La pintura fue vendida al rey Fernando I por el estudio de Stuck en Múnich en 1891 para la colección real en Sofía. El 25 de diciembre de 1930 el rey Boris III traslada la pintura al Museo Nacional, y a partir de 1948 pasó a formar parte de la Galería Nacional de Arte. En 1985 fue trasladada a la Galería Nacional de Arte Extranjero, y en 2015 al Fondo Galería "Square 500".

## Exposiciones
La imagen se ha exhibido en numerosas exposiciones internacionales: 
- 1972 - Arte alemán alrededor de 1900 en Berlín.
- 2000 - El reino del espíritu. El desarrollo del simbolismo alemán de 1870 a 1920 en Frankfurt, Birmingham y Estocolmo.
- 2005–2006 - Historia de la melancolía en París y Berlín.
- 2006–2007: Franz von Stuck. El Lucifer moderno en Trento.
- 2008–2009 - Obras maestras de Franz von Stuck en Múnich.